# Tu És Tão Lindo...
Tu És Tão Lindo... é o oitavo álbum de estúdio do grupo cristão Santa Geração, liderado por Antônio Cirilo, sendo o décimo primeiro álbum de toda a sua discografia. Contando também com canções gravadas ao vivo, o disco mescla longas canções com características congregacionais unindo o hard rock e o rock progressivo dos anos 80. O projeto gráfico, que não contém fotos foi feito pela Imaginar Design.

## Faixas
1. "Isaias 61:1-2"
2. "Jesus, Jesus, Jesus!" (ao vivo)
3. "Yeshua Hamashia"
4. "Tu És Tão Lindo"
5. "Quero me embriagar"
6. "Aba Pai" (ao vivo)
7. "Redime a minh’alma"
8. "Aleluia! Eu hei de ver os anjos"